# Hora itàlica

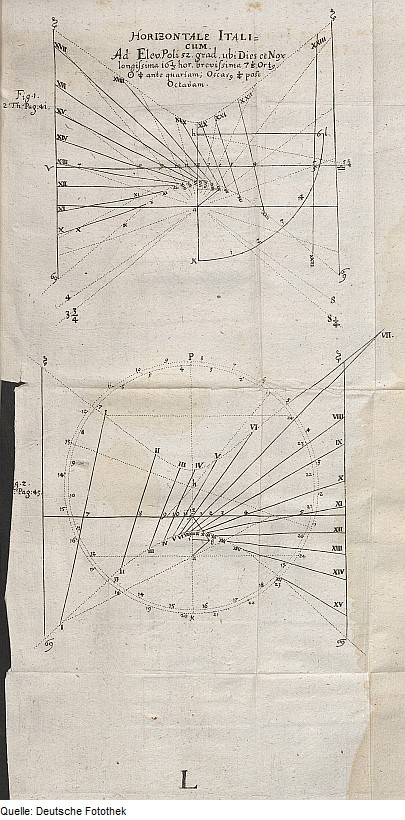
Traçat d'un rellotge solar horitzontal d'hores itàliques.

Denominada en llatí com Horae ab Occasu en alguns rellotges solars, divideix el dia en 24 parts iguals, denominades Hores Itàliques. Està caracteritzat per prendre com a origen de recompte de les hores el fenomen de l'ocàs solar, començant a explicar des de l'hora 24h (0h) fins a l'Ocàs de l'endemà. Va tenir diversos usos al llarg dels segles xvii i XVIII per desaparèixer per complet en les albors del segle xix.

## Característiques
El començament de recompte d'hores es fixava d'acord amb la tradició bíblica, és a dir en finalitzar la llum el crepuscle, aproximadament mitja hora després de l'ocàs (Tal com ocorre en latituds que corresponen a Itàlia), encara que aquesta mitja hora depèn de la latitud i de l'època de l'any. Aquesta disquisició, no trivial, fa que existeixi una divisió del sistema horari Itàlic en: "Hores Itàliques Antigues" denominades ori italiane antiche que consideren el començament del recompte en l'Ocàs, i les "Hores Italianes Civils" que consideren la mitja hora de més que té la durada del crepuscle de l'Ocàs Heliacal. Es poden trobar rellotges de tots dos tipus dissenyats i construïts en l'antiguitat. Els astrònoms àrabs del segle x i XI explicaven els dies prenent com a començament la penombra del vesprejar.
El matemàtic renaixentista Francesco Vimercato que vivia a la ciutat de Venècia escriu un tractat de gnomónica en el qual descriu les hores itàliques, denominant-les hores pelegrines. La conveniència de saber les hores que falten per a l'ocàs del sol és de gran utilitat als pelegrins, que organitzen la seva activitat procurant que mai li aconsegueixi la nit en el seu recorregut. Va ser emprada igualment en el servei de "correu postal" a Espanya i Itàlia. Aquest còmput horari s'emprava en les Illes Balears, tal com referencia el matemàtic alemany Christopher Clavius al segle xvi.

## Gnomónica
Són nombrosos els tipus de rellotges que mostren aquest tipus d'hores. Sent molt habitual la descripció del seu traçat en els tractats de gnomónica del segle xvii. En molts d'ells apareix la marca: H.ab OCC. com Horae ab Occasu indicant com les hores comencen a explicar-se en l'escala horària a partir de l'ocàs, generalment a 30 minuts després d'haver ocorregut l'ocàs, quan es produeix la nox (nit). La disposició d'aquest tipus d'hores es troba en rellotges solars portàtils (com poden ser els rellotges de pastor o els de anell) així com en rellotges fixos (generalment horitzontals) amb l'ombra produïda per un ortoestil. En els rellotges horitzontals les línies horàries corresponen a línies rectes, tal com va demostrar el matemàtic valencià Tomás Vicente Tosca en el tom IX del seu "Compendio mathematico" escrit entre 1707 i 1715. En aquesta obra demostra com les línies horàries d'aquest tipus de rellotges es realitza pel desplaçament d'un pla tangent a un con. Aquest con té el seu eix apuntant al pol nord i, per tant, té una obertura igual a la latitud del lloc. Els plans tangents a aquest con interseccionen amb el pla del quadrant formant les corbes horàries que són línies rectes.